# Ворохта
Воро́хта (укр. Воро́хта) — посёлок в Надворнянском районе Ивано-Франковской области Украины. Административный центр Ворохтянской общины, в который кроме Ворохты входит также село Татаров. Ворохта расположена в верховьях реки Прут, на северных склонах Лесистых Карпат, близ Яблоницкого перевала (850 м). На курорте Ворохты располагается центр подготовки украинских спортсменов по прыжкам с трамплина, биатлону и лыжным гонкам.
По легенде, название поселка появилось с XVII века, когда в поселке поселился беглец из царской армии — солдат Ворохта. Селяне полюбили его за мудрость, и после его смерти назвали свой посёлок в его честь.

## История
С конца XIX века Ворохта развивается как спортивно-туристический центр. Этому поспособствовала прокладка к Ворохте летом 1884 г. железной дороги. В 1930-х годах здесь строят несколько пансионатов для богатых туристов, а в 1957 открывают горнолыжную школу. Сегодня же Ворохта является одним из основных центров туризма Ивано-Франковской области, как летом, так и зимой. Для почитателей лыжного спорта здесь есть несколько подъёмников. Возле базы «Авангард» — 300-метровый бугельный и 2-километровый кресельный. На р. Маковка — 250-метровый подъёмник-бугель. Во время зимнего сезона устанавливают ещё два 100-метровых подъёмника. Неподалёку от поселка расположена спортивно-туристическая база «Заросляк», откуда начинается маршрут восхождения на высочайшую вершину Украины — Говерлу.
В Ворохте построены две деревянные церкви. Первая — памятник деревянной гуцульской архитектуры XVII века (приблизительно 1654—1657 гг.) — церковь имени Петра и Павла (перенесена из села Яблуница в 1780 году). Вторая, построенная в 1924—1925 гг., церковь Рождества Богородицы. Интересным объектом являются и арочные железнодорожные мосты (виадуки), возведённые тут в XIX веке. Этими каменными мостами проходила первая железная дорога. Один из этих виадуков был построен австро-венгерскими пленными.
С сентября 1939—1941 гг. Ворохта находилась в составе Советской Украины, а позднее, в 1941—1944 гг., — под германской оккупацией.
В Ворохте была вилла Казимира Бартеля — польского политика, профессора и ректора Львовской политехники, премьер-министра пяти правительств Содружества, убитого германскими оккупантами за отказ сотрудничать. Ежи Либерт, польский поэт межвоенного периода, оставался здесь в течение нескольких месяцев лечения, страдая от туберкулеза.
Во время германской оккупации фашисты уничтожили 653 еврейских жителей Ворохты. В октябре 1941 года было расстреляно несколько сотен человек.
29 сентября 1944 года была взята Советской Армией. После освобождения Ворохты от немецких войск, под одной из арок виадука пролетел советский самолёт в знак освобождения.
В ночь с 31 декабря 1944 года на 1 января 1945 года на Ворохту напал отряд УПА, в результате было убито 72 поляка в городе.
В 1987 году здесь был построен и начал работу детский сад-ясли на 140 мест (архитектор Р. Гуцуляк)
В январе 1989 года численность населения составляла 4 465 человек, на 1 января 2013 года — 4 180 человек.
В 2024 году Ворохта попала в список лучших туристических сёл в мире The Best Tourism Villages по версии Всемирной туристической организации ООН.

## Галерея

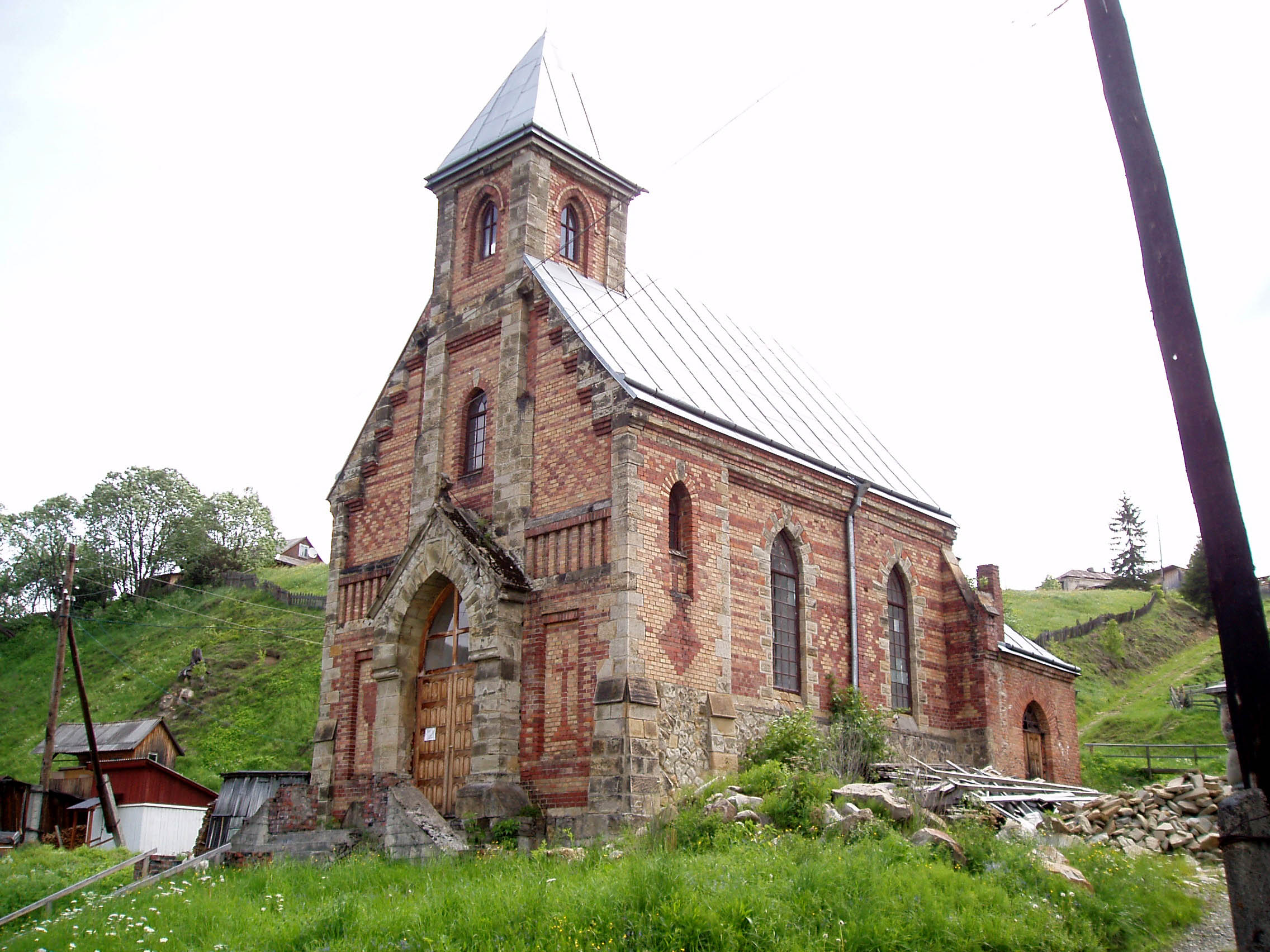
Костел Пресвятой Богородицы
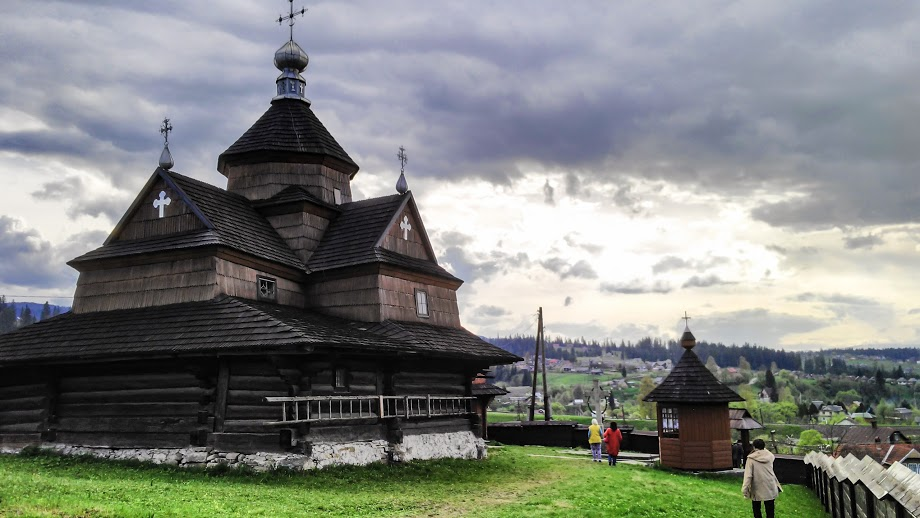
Церковь Рождества Богородицы XVIII ст.
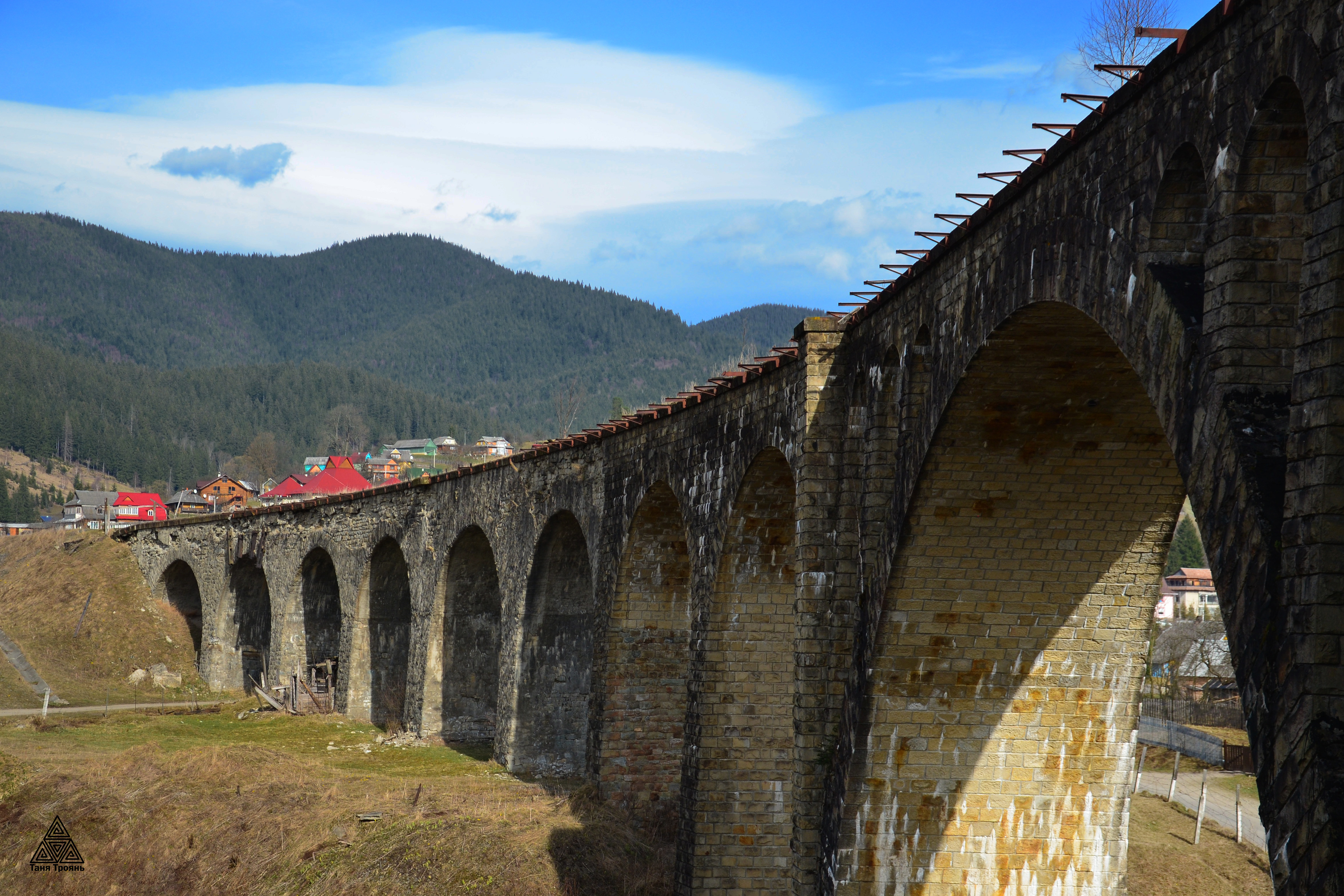
Один из 3 виадуков
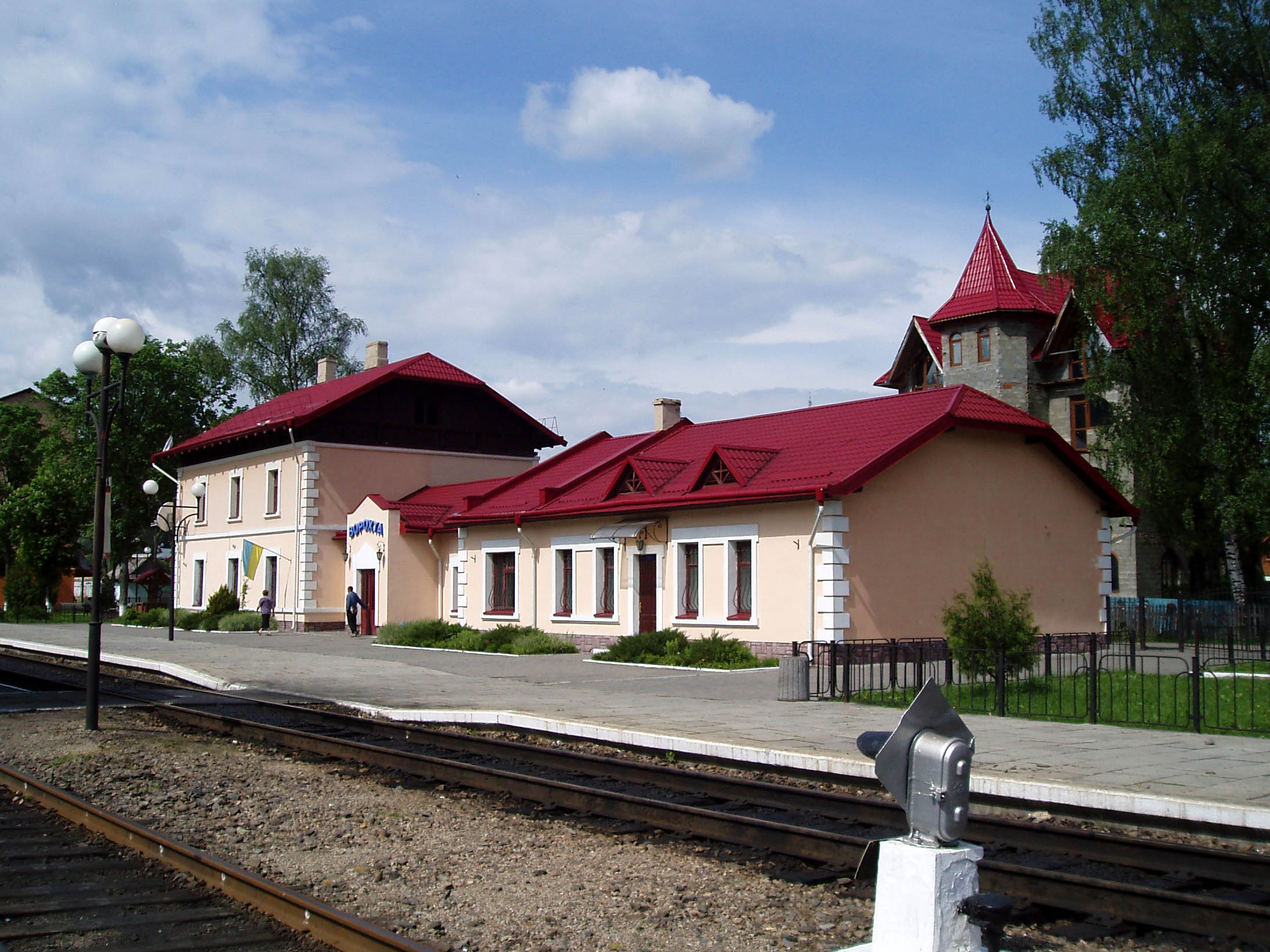
Железнодорожная станция